# Wilhelm von Bernstorff (Staatsminister)
(August Ludwig) Wilhelm von Bernstorff (* 31. März 1806 in Othenstorf, heute Ortsteil von Rehna; † 3. Mai 1861 in Neustrelitz) war ein deutscher Verwaltungsjurist. Von 1850 bis 1861 leitete er als Staatsminister die Regierung von Mecklenburg-Strelitz.

## Leben
Wilhelm von Bernstorff entstammte dem jüngeren Ast nicht-gräflichen Linie des mecklenburgischen Uradelsgeschlechts der von Bernstorff mit dem gleichnamigen Stammhaus in Bernstorf südwestlich von Grevesmühlen im heutigen Landkreis Nordwestmecklenburg. Er war der dritte Sohn von Heinrich Wilhelm von Bernstorff (1774–1844) auf Hanshagen und Othenstorf und dessen Frau Elisabeth Charlotte Sophie, geb. von Fabrice (1780–1883). Der General Joachim August Wilhelm von Bernstorff und der Kammerrat Adolf von Bernstorff waren seine älteren Brüder.
Er studierte Rechtswissenschaften an der Universität Göttingen. Hier wurde er im Corps Vandalia aktiv.  Nach seinem Examen trat er in den mecklenburgischen Verwaltungsdienst. 1831 erhielt er die Ernennung zum mecklenburg-schwerinschen Kanzleirat. 1837 wechselte er in den Dienst von Mecklenburg-Strelitz, wurde 1840 Lehnrat, dann Regierungsdirektor. 1848 wurde er in das Regierungskollegium aufgenommen. In Bernstorff hatte die großherzogliche Familie einen „geschmeidigen Diplomaten und gewieften Taktiker“, der in den Auseinandersetzungen der Revolutionszeit die reaktionäre Position von Mecklenburg-Strelitz erfolgreich vertrat. Von 1850 bis zu seinem Tod 1861 war er Mecklenburg-Strelitzscher Staatsminister.
Er war seit 1844 verheiratet mit der ehemaligen Hofdame Auguste (Charlotte Friederike Sophia Dorothea), geb. von Dewitz (1812–1886), der Tochter des Staatsministers Otto von Dewitz.

## Auszeichnungen
- Titel Kammerherr
- 1857: Roter Adlerorden I. Klasse[6]